# Kai Kristian
Kai Kristian (* 14. Februar 1991 in Augsburg) ist ein deutscher Eishockeytorwart, der seit 2024 bei den Saale Bulls Halle in der Oberliga Nord unter Vertrag steht.

## Karriere
Mit dem Eishockey begann er als Vierjähriger beim ESV Königsbrunn. Über die Stationen Augsburger EV, ESV Kaufbeuren (Schüler Bundesliga), SC Riessersee und SC Bietigheim-Bissingen (Deutsche Nachwuchsliga) kam er zu den Eisbären Juniors Berlin, wo er zwei weitere Jahre in der DNL spielte.

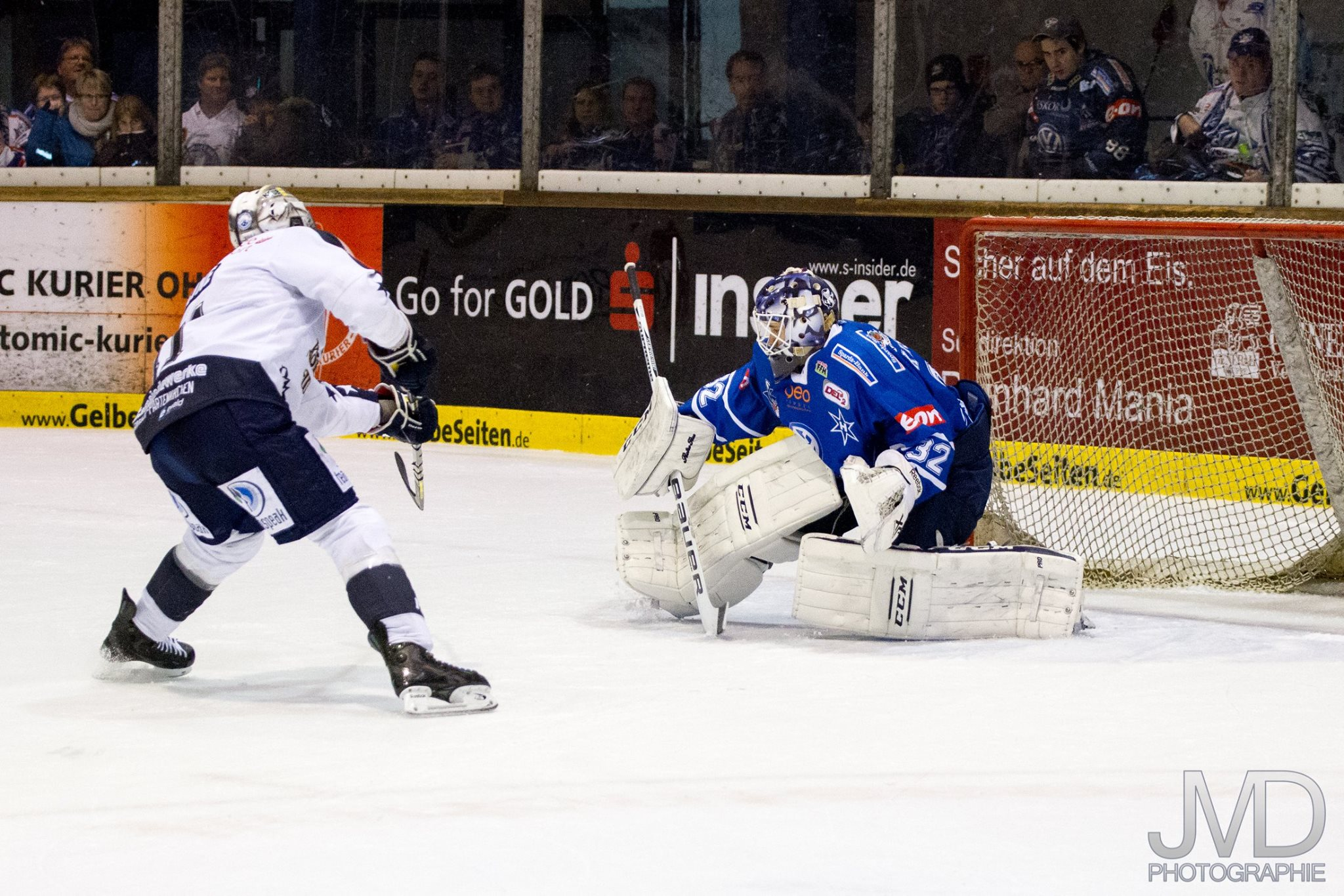
Kai Kristian im Tor der Kassel Huskies 2014/15

In der Saison 2009/10 ging Kai mit einer Förderlizenz der Eisbären Berlin zu den Dresdner Eislöwen, für die er seine ersten Profi-Spiele in der 2. Bundesliga bestritt. Für die folgende Spielzeit erhielt er einen Vertrag bei den Eislöwen, für die er in der Hauptrunde der Saison 2010/11 als Backup von Pasi Häkkinen wenig Eiszeit bekam. In den Playoffs verletze sich Häkinnen, so dass Kristian im Playoff-Halbfinale gegen die SERC Wild Wings in allen vier Spielen zum Einsatz kam. Dabei empfahl er sich für einen Vertrag bei den Wild Wings, bei denen er allerdings über die Rolle als Back-up nicht hinauskam.
Nach einem Jahr mit reichlich Spielpraxis in Dortmund wechselte Kristian zur Saison 2013/14 zu den Kassel Huskies, mit denen der Aufstieg in die DEL2 gelang. Durch seine starken Leistungen erhielt er im August 2014 eine Förderlizenz für die Kölner Haie aus der DEL, mit denen die Kassel Huskies in der Saison 2014/15 kooperierten.
Nach zwei erfolgreichen Jahren in Kassel stand er ab August 2015 beim EV Landshut in der Oberliga Süd unter Vertrag. 2016 wechselte er zu den Crocodiles Hamburg in die Oberliga Nord. Seit 2023 spielt er bei den Bayreuth Tigers in der Oberliga Süd.
In seiner Karriere durchlief er zudem sämtliche BEV-Maßnahmen. Für den Deutschen Eishockey-Bund lief er als U16-, U18- und U20-Nationalspieler auf und spielte an mehreren internationalen Turnieren und Länderspielen.